# Filaret (Koňkov)
Filaret (světským jménem: Vjačeslav Viktorovič Koňkov; * 6. prosince 1963, Dombarovskij) je ruský duchovní Ruské pravoslavné církve a biskup baryšský a inzenský.

## Život
Narodil se 6. prosince 1963 v sídle Dombarovskij.
Po střední škole absolvoval povinnou vojenskou službu. Roku 1985 nastoupil na fakultu kybernetiky Moskevského inženýrsko-fyzikálního institutu, který dokončil roku 1991. Po studiu pracoval jako inženýr v Troicku.
Na podzim roku 1996 se stal poslušníkem Jekatěrinského monastýru ve městě Vidnoje. Dne 30. listopadu 1996 byl postřižen na monacha se jménem Filaret na počest svatého Filareta (Drozdova).
Dne 7. prosince 1996 byl biskupem možajským Grigorijem (Čirkovem) rukopoložen na jerodiákona.
Roku 1998 byl převeden do simbirské eparchie, kde pobýval v Žadovském monastýru v sídle Samorodki.
Dne 22. března 1998 jej arcibiskup simbirský a melekesský Prokl (Chazov) rukopoložil na jeromonacha.
Dne 20. října 2000 se stal představeným Žadovského monastýru.
Roku 2004 dokončil dálkové studium Saratovského duchovního semináře.
Dne 24. března 2009 se stal blagočinným IV. okruhu.
Dne 26. července 2012 jej Svatý synod zvolil biskupem baryšským a inzenským. Dne 12. srpna byl povýšen na archimandritu a 31. srpna oficiálně jmenován biskupem.
Dne 28. října 2012 proběhla jeho biskupská chirotonie. Hlavním světitelem byl patriarcha moskevský a celé Rusi Kirill.